# العلاقات السنغافورية الميكرونيسية
العلاقات السنغافورية الميكرونيسية هي العلاقات الثنائية التي تجمع بين سنغافورة وولايات ميكرونيسيا المتحدة.

## مقارنة بين البلدين
هذه مقارنة عامة ومرجعية للدولتين:
| وجه المقارنة                                              | سنغافورة                                                             | ولايات ميكرونيسيا المتحدة |
| --------------------------------------------------------- | -------------------------------------------------------------------- | ------------------------- |
| المساحة (كم2)                                             | 719                                                                  | 702                       |
| عدد السكان (نسمة)                                         | 5.89 مليون                                                           | 105.54 ألف                |
| الكثافة السكانية (ن./كم²)                                 | 819.19 ألف                                                           | 15.03 ألف                 |
| العاصمة                                                   | سنغافورة                                                             | باليكير                   |
| اللغة الرسمية                                             | لغة إنجليزية، اللغة الملايو، اللغة الصينية القياسية، اللغة التاميلية | لغة إنجليزية              |
| العملة                                                    | دولار سنغافوري                                                       | دولار أمريكي              |
| الناتج المحلي الإجمالي (بليون دولار)                      | 323.91 مليار                                                         | 336.43 مليون              |
| الناتج المحلي الإجمالي (تعادل القوة الشرائية) بليون دولار | 472.59 مليار                                                         | 365.27 مليون              |
| الناتج المحلي الإجمالي الاسمي للفرد دولار أمريكي          | 52.89 ألف                                                            | 3.02 ألف                  |
| الناتج المحلي الإجمالي للفرد دولار أمريكي                 | 82.76 ألف                                                            |                           |
| مؤشر التنمية البشرية                                      | 0.925                                                                | 0.640                     |
| رمز المكالمات الدولي                                      | +65                                                                  | +691                      |
| رمز الإنترنت                                              | .sg                                                                  | .fm                       |
| المنطقة الزمنية                                           | ت ع م+08:00، توقيت سنغافورة المنسق ‏                                  |                           |

## منظمات دولية مشتركة
يشترك البلدان في عضوية مجموعة من المنظمات الدولية، منها:
| علم المنظمة | اسم المنظمة                               | تاريخ انضمام سنغافورة | تاريخ انضمام ولايات ميكرونيسيا المتحدة |
| ----------- | ----------------------------------------- | --------------------- | -------------------------------------- |
|             | بنك التنمية الآسيوي                       | 1966                  | 1990                                   |
|             | مؤسسة التنمية الدولية                     | 27 سبتمبر 2002        | 24 يونيو 1993                          |
|             | يونسكو                                    | 8 أكتوبر 2007         | 19 أكتوبر 1999                         |
|             | وكالة ضمان الاستثمار متعدد الأطراف        | 24 فبراير 1998        | 11 أغسطس 1993                          |
|             | الأمم المتحدة                             | 21 سبتمبر 1965        | 17 سبتمبر 1991                         |
|             | البنك الدولي للإنشاء والتعمير             | 3 أغسطس 1966          | 24 يونيو 1993                          |
|             | الاتحاد الدولي للاتصالات                  | 22 أكتوبر 1965        | 18 مارس 1993                           |
|             | منظمة حظر الأسلحة الكيميائية              | ?                     | ?                                      |
|             | مؤسسة التمويل الدولية                     | 4 سبتمبر 1968         | 24 يونيو 1993                          |
|             | المركز الدولي لتسوية المنازعات الاستشارية | 13 نوفمبر 1968        | 24 يوليو 1993                          |
|             | تحالف الدول الجزرية الصغيرة               | ?                     | ?                                      |

## وصلات خارجية
- موقع وزارة الخارجية السنغافورية